# 903

## Esdeveniments
- Comença el pontificat el Papa Lleó V (substitueix Benet IV)
- Agregades les Illes Balears a l'imperi àrab
- Els vikings envaeixen Anglaterra

## Naixements
- Abd Al-Rahman Al Sufi, astrònom persa

## Necrològiques
Països catalans
Món
- 13 de gener: Francó de Tongeren´, bisbe de Lieja
- Lleó V (a la presó, un cop desposseït del càrrec papal)